# So Alone
So Alone – debiutancki album Johnny’ego Thundersa, wydany w 1978 roku w Europie przez wytwórnie Real i Warner Bros., a w 1992 w Stanach Zjednoczonych przez Sire.

## Lista utworów
| 1.  | „Pipeline” (Bob Spickard/Brian Carman)                      | 3:23  |
|     |                                                             |       |
| 2.  | „You Can’t Put Your Arms Around a Memory” (Johnny Thunders) | 3:48  |
|     |                                                             |       |
| 3.  | „Great Big Kiss” (Catside/Parsons/Tate)                     | 3:23  |
|     |                                                             |       |
| 4.  | „Ask Me No Questions” (Johnny Thunders)                     | 3:33  |
|     |                                                             |       |
| 5.  | „Leave Me Alone” (Johnny Thunders)                          | 2:47  |
|     |                                                             |       |
| 6.  | „Daddy Rollin' Stone” (Otis Blackwell)                      | 3:20  |
|     |                                                             |       |
| 7.  | „London Boys” (Billy Rath/Walter Lure/Johnny Thunders)      | 2:50  |
|     |                                                             |       |
| 8.  | „(She’s So) Untouchable” (Johnny Thunders)                  | 2:54  |
|     |                                                             |       |
| 9.  | „Subway Train” (Johnny Thunders/David Johansen)             | 4:11  |
|     |                                                             |       |
| 10. | „Downtown” (Johnny Thunders/David Johansen)                 | 3:13  |
|     |                                                             |       |
|     |                                                             | 33:22 |
|     |                                                             |       |
Bonusy CD (1992 r.):
| 1. | „Dead or Alive” (Johnny Thunders)      | 3:13  |
|    |                                        |       |
| 2. | „Hurtin'” (Henri Paul/Johnny Thunders) | 3:06  |
|    |                                        |       |
| 3. | „So Alone” (Johnny Thunders)           | 4:54  |
|    |                                        |       |
| 4. | „The Wizard” (Marc Bolan)              | 3:23  |
|    |                                        |       |
|    |                                        | 14:36 |
|    |                                        |       |

## Skład
- Johnny Thunders – wokal, gitara
- Paul Cook – perkusja
- John Earle – saksofon
- Paul Gray – gitara basowa
- Chrissie Hynde – wokal „Subway Train"
- Steve Jones – gitara
- Koulla Kakoulli – wokal
- Mike Kellie – perkusja
- Steve Lillywhite – pianino, instr. klawiszowe
- Walter Lure – gitara
- Phil Lynott – gitara basowa, wokal
- Steve Marriott – harmonijka ustna, pianino, instr. klawiszowe, wokal w „Daddy Rollin' Stone"
- Steve Nicol – perkusja
- Patti Palladin – wokal
- Henri Paul – gitara
- Peter Perrett – gitara, wokal
- Billy Rath – gitara basowa
- Peter Gravelle – fotograf
- Molly Reeve-Morrison – koordynator
- Lee Herschberg – remastering
- Ira Robbins – producent
- Bill Smith – grafika
- Joe McEwan – producent